# Баимово (Стерлибашевский район)
Баи́мово (баш. Байым) — деревня в Стерлибашевском районе Республики Башкортостан Российской Федерации. Входит в состав Старокалкашевского сельсовета.

## География

### Географическое положение
Расстояние до:
- районного центра (Стерлибашево): 20 км,
- центра сельсовета (Старый Калкаш): 9 км,
- ближайшей ж/д станции (Стерлитамак): 36 км.

## Население
| 2002 | 2009 | 2010 |
| ---- | ---- | ---- |
| 85   | →85  | ↘62  |

Национальный состав
Согласно переписи 2002 года, преобладающая национальность — башкиры (92 %).